# Kyra Carusa
Kyra Taylor Carusa (San Diego, 14 novembre 1995) è una calciatrice statunitense naturalizzata irlandese, attaccante del San Diego Wave e della nazionale irlandese.

## Carriera

### Calcio universitario
Carusa inizia la carriera negli Stati Uniti d'America. Tra il 2014 e il 2017 frequenta l'Università di Stanford, condividendo il percorso scolastico all'attività agonistica vestendo la maglia della squadra di calcio femminile universitario dell'ateneo, le Stanford Cardinal e disputando la NCAA Women's Division I Soccer Championship della Pac-12 Conference.
Nel 2018 completa gli studi alla Università di Georgetown continuando a giocare a calcio con le Georgetown Hoyas, segnando in quella stagione 10 reti e fornendo 12 assist.

### Club
Per il 2019 Carusa è stata chiamata ad allenarsi con lo Sky Blue, club professionistico della National Women's Soccer League (NWSL), tuttavia nell'aprile 2019 si trasferisce in Europa, firmando un contratto con il Le Havre per disputare l'ultima parte della stagione 2018-2019. Debutta in Division 2 Féminine, secondo livello del campionato francese, la stagione successiva, alla 2ª giornata del gruppo B del campionato, dove segnando una doppietta contribuisce alla vittoria per 3-0 sul Thonon Évian, tuttavia il tecnico Thierry Uvenard la impiega in solo tre occasioni prima che Carusa decida di lasciare il club francese nel febbraio 2020, firmando con le danesi dell'HB Køge
Alla sua prima stagione del campionato danese condivide con le compagne la conquista del primo posto in Elitedivisionen e il primo titolo di Campione di Danimarca per il club, acquisendo di conseguenza anche l'accesso alla UEFA Women's Champions League per la stagione successiva. Grazie alle sue prestazioni è stata inoltre inserita nella rosa della squadra dell'anno della stagione 2020-2021 della Gjensidige Kvindeligaen stagione 2020-21.

### Nazionale
Grazie alla nazionalità dei nonni, dopo aver ottenuto la cittadinanza irlandese nel febbraio 2020, il mese successivo Carusa ha ricevuto la prima convocazione con la nazionale irlandese, chiamata dal commissario tecnico Vera Pauw in occasione delle qualificazioni agli Europei di Inghilterra 2022, debuttandovi l'11 marzo, rilevando Clare Shine al 58' nell'incontro vinto per 3-0 con il Montenegro. In seguito Pauw, pur impiegandola saltuariamente, la convoca con regolarità, chiamandola anche per le qualificazioni della zona UEFA, gruppo A, al Mondiale di Australia e Nuova Zelanda 2023, dove sigla la sua prima rete per le Girls in Green alla Georgia nella netta vittoria per 11-0 sulle avversarie del 30 novembre 2021.

## Palmarès

### Club
- Campionato danese: 2

HB Køge: 2020-2021, 2021-2022

### Individuale
- Capocannoniere del campionato danese: 1

2020-2021 (11 reti)